# Скрисера (Месина)
Скрисера је насеље у Италији у округу Месина, региону Сицилија.
Према процени из 2011. у насељу је живело 215 становника. Насеље се налази на надморској висини од 744 м.